# Ирландия на летних Олимпийских играх 1928
Ирландия на летних Олимпийских играх 1928 заняла 24-е место в общекомандном медальном зачёте, получив одну золотую медаль.

## Медалисты

### Золото
| Золото |                |                          |
| №      | Спортсмены     | Вид спорта (дисциплина)  |
| 1      | Пат О'Каллаган | Метание молота (мужчины) |